# Teodoro Agoncillo
Teodoro A. Agoncillo (Lemery, 9 november 1912 - 14 januari 1985) was een vooraanstaand Filipijns historicus en nationalist. Zijn meest bekende boeken zijn Revolt of the Masses: The History of Bonifacio and the Katipunan en History of the Filipino People. Agoncillo werd in 1985 door president Ferdinand Marcos postuum tot nationaal wetenschapper van de Filipijnen uitgeroepen. Teodoro Agoncillo was de neef van Felipe Agoncillo, een diplomaat en politicus.

## Biografie
Teodoro Agoncillo werd geboren op 9 november 1912 in Lemery in de provincie Batangas. Zijn ouders waren Pedro Agoncillo uit Taal en Feliza Andal uit Batangas City. Toen Teodoro jaar oud was verhuisde het gezin naar Intramuros in de Filipijnse hoofdstad Manilla. Na de Intramuros Primary School en Manila South High School ging hij studeren aan de University of the Philippines. Daar behaalde hij zijn bachelor of philosophy in 1934 en master of arts in 1935. Na zijn afstuderen werkte hij op het Institute of National Language en doceerde hij Tagalog en literatuur aan de Far Eastern University en Manuel L. Quezon University. Tevens was hij redacteur van Tagalog litaraire tijdschriften. Later was hij redacteur van het Engelstalige literaire magazine Metropolitan en van The Philippines. Later werd Agoncillo benoemd tot assistent-directeur van het het Philippine Information Agency en doceerde hij geschiedenis aan de University of the Philippines (UP). In 1958 werd hij door UP aangesteld als professor in de geschiedenis en van 1963 tot 1969 was hij hoofd van de faculteit geschiedenis. In 1963 werd hij door president Diosdado Macapagal bovendien aangesteld als lid van het National Historical Institute. Een functie die hij tot zijn door zou vervullen.
In 1943 publiceerde hij twee gedichten en twee korte verhalen. Twee jaar later volgden vijftien korte verhalen en gedichten, waaronder Republicang Basahan; een aanklacht tegen de Japanse bezetters. Ook schreef hij het boek The Fateful Years:Japan's Adventure in the Philippines. In 1954 won hij een Palanca Award met het korte verhaal Sa Kamatayan Lamang. Groot aanzien als historicus verwierf hij met zijn boek Revolt of the Masses: The History of Bonifacio and the Katipunan uit 1956. In het boek legt Agoncillo uit hoe het mogelijk was minder dan 6000 Spanjaarden in staat waren om de hele Filipijnse bevolking onder controle hielden. In de jaren zestig schreef hij nog meer boeken over de Filipijnse geschiedenis zoals Philippine History, dat werd gebruikt als officieel geschiedenisboek op alle openbare Filipijnse middelbare scholen en History of the Filipino People dat nu nog steeds als studieboek op veel universiteiten wordt gebruikt. Agoncillo's scheef op een nationalistische toon of - zoals hij dat zelf beschreef - vanuit Filipijns standpunt. Volgens Agoncillo was de Filipijnse geschiedenis tot dan toe voornamelijk geschreven door buitenlanders en daardoor gekleurd door kolonialistische gezichtspunten.
Agoncillo bleef tot op hoge leeftijd actief als historicus totdat hij werd getroffen door longkanker. Hij werd opgenomen in het kankerinstituut en overleed in 1985 op 72-jarige leeftijd aan een hartaanval. Na zijn dood werd Agoncillo door president Ferdinand Marcos uitgeroepen tot nationaal wetenschapper van de Filipijnen.

## Werken
Agoncillo schreef in zijn leven 22 boeken. Veel van zijn boeken worden door middelbare scholen en universiteiten als studieboeken gebruikt.
Een selectie van zijn boeken:
- The Fateful Years: Japan's Adventure in the Philippines
- Revolt of the Masses: The History of Bonifacio and the Katipunan
- One World:Old and New
- Malolos: The Crisis of the Republic
- History of the Filipino People
- Filipino Nationalism
- The Burden of Proof
- The Vargas-Laurel Collaboration
- Filipinas Kong Mahal: Isang Kasaysayan
- The Writings and Trials of Bonifacio
- Lands of the Morning: The Philippines and Her Neighbors
- Malolos: The Crisis of the Republic